# Scleromystax macropterus
Scleromystax macropterus és una espècie de peix de la família dels cal·líctids i de l'ordre dels siluriformes.

## Morfologia
- Els mascles poden assolir 8,7 cm de longitud total.[1][2]

## Hàbitat
És un peix d'aigua dolça i de clima subtropical (18 °C-21 °C).

## Distribució geogràfica
Es troba a Sud-amèrica: rius costaners entre São Paulo i Santa Catarina (Brasil) i alguns afluents del riu Paranà.